# Mycosphaerella bixae
Mycosphaerella bixae är en svampart som beskrevs av Crous & Bench. 2000. Mycosphaerella bixae ingår i släktet Mycosphaerella och familjen Mycosphaerellaceae.   Inga underarter finns listade i Catalogue of Life.